# Pentáció

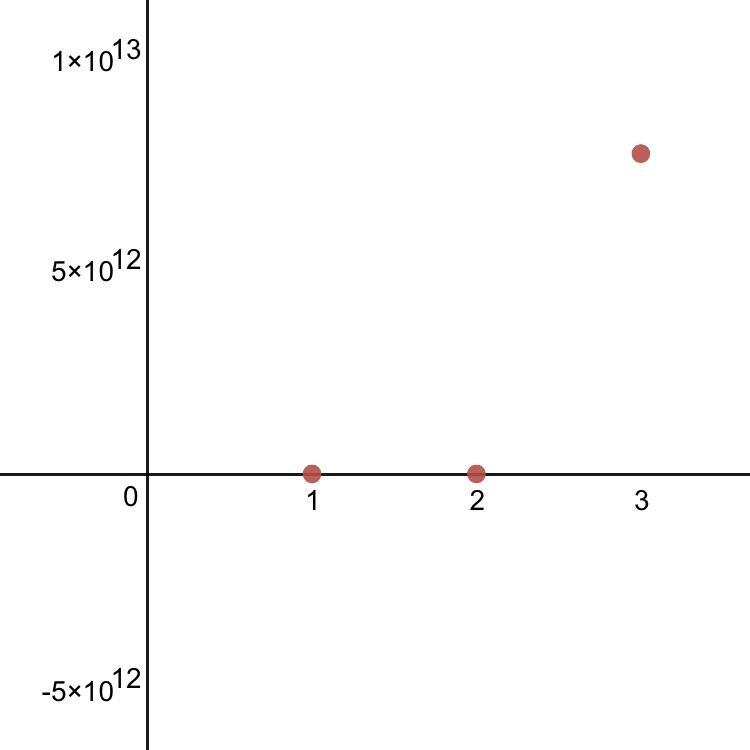
Az x[5]2 kifejezés első három értéke. A 3[5]2 értéke körülbelül 7,626 × 1012; a magasabb x értékek, például a 4[5]2, ami körülbelül 2,361 × 108,072 × 10153, túl nagyok ahhoz, hogy megjelenjenek a grafikonon.

A matematikában a pentáció (vagy hiper-5) a tetráció utáni, de hexáció előtti következő hiperoperáció (végtelen sorozat az aritmetikai műveletekből). Definiálva van úgy, mint az ismételt tetráció (feltételezve a jobbra asszociatív jellegzetességet), éppen úgy, ahogy a tetráció az ismételt jobbra asszociatív hatványozás. Ez egy bináris művelet, két számra, ahol az 'a' önmagával 'b-1' alkalommal tetrált. Például, a pentációra és tetrációra vonatkozó hiperoperációs jelölést használva, {\displaystyle 2[5]3} azt jelenti, hogy 2-ször tetrázod önmagával a 2-t, vagyis {\displaystyle 2[4](2[4]2)} Ezt aztán le lehet redukálni  {\displaystyle 2[4](2^{2})=2[4]4=2^{2^{2^{2}}}=2^{2^{4}}=2^{16}=65536}.

## Etimológia
A "pentation" szót Reuben Goodstein találta ki 1947-ben a penta- (öt) és az iterációból. Ez része a hiperműveletek általános elnevezési rendszerének

## Jelölése
Kevés az egyetértés a pentáció jelölésével kapcsolatban; mint ilyen, a művelet megírásának sokféle módja van. Néhányat azonban jobban használnak, mint mások, és néhánynak egyértelmű előnyei vagy hátrányai vannak másokhoz képest.
- A pentáció hiperműveletként írható fel, mint {\displaystyle a[5]b}.
- Knuth felfelé mutató nyíl jelölésével, {\displaystyle a[5]b}-ként van ábrázolva a {\displaystyle a\uparrow \uparrow \uparrow b} vagy {\displaystyle a\uparrow ^{3}b}. Ebben a jelölésben a hatványozási függvényt jelenti {\displaystyle a^{b}} és a {\displaystyle a\uparrow \uparrow b} tetraciót jelent.
- Egy másik javasolt jelölés a {\displaystyle {_{b}}a}, bár ez nem terjeszthető ki magasabb hiperműveletekre

## Példák
Mivel a tetraciót, annak alapműveletét nem terjesztették ki nem egész magasságra, pentációra {\displaystyle a[5]b} jelenleg csak a és b egész értékeire van definiálva, ahol a > 0 és b ≥ -2, valamint néhány egyéb egész értékre, amelyek egyedileg definiálhatók . Mint minden 3-as (hatványozásnál) és magasabb rendű hiperműveletnél, a pentációnak a következő triviális esetei (azonosságai) vannak, amelyek a tartományán belül a és b minden értékére érvényesek :
- {\displaystyle 1[5]a=1}
- {\displaystyle a[5]1=a}

Ezen kívül a következőket is meghatározhatjuk:
- {\displaystyle a[5]2=a[4]a}
- {\displaystyle a[5]0=1}
- {\displaystyle a[5](-1)=0}
- {\displaystyle a[5](-2)=-1}
- {\displaystyle a[5](b+1)=a[4](a[5]b)}

A fent bemutatott triviális eseteken kívül a pentáció rendkívül nagy számokat generál nagyon gyorsan, így csak néhány nem triviális eset van, amely hagyományos jelöléssel írható számokat eredményez, amint az alábbiakban látható:
- {\displaystyle 2[5]2=2[4]2=2^{2}=4}
- {\displaystyle 2[5]3=2[4](2[5]2)=2[4](2[4]2)=2[4]4=2^{2^{2^{2}}}=2^{2^{4}}=2^{16}=65,536}
- {\displaystyle 2[5]4=2[4](2[5]3)=2[4](2[4](2[4]2))=2[4](2[4]4)=2[4]65,536=2^{2^{2^{\cdot ^{\cdot ^{\cdot ^{2}}}}}}{\mbox{ (a power tower of height 65,536) }}\approx \exp _{10}^{65,533}(4.29508)}

(Itt iterált exponenciális jelöléssel látható, mivel túl nagy ahhoz, hogy hagyományos jelöléssel lehessen írni.)       {\displaystyle 2[5]5=2[4](2[5]4)=2[4](2[4](2[4](2[4]2)))=2[4](2[4](2[4]4))=2[4](2[4]65,536)=2^{2^{2^{\cdot ^{\cdot ^{\cdot ^{2}}}}}}{\mbox{ (a power tower of height 2[4]65,536) }}}{\displaystyle 3[5]2=3[4]3=3^{3^{3}}=3^{27}=7,625,597,484,987} {\displaystyle 3[5]3=3[4](3[5]2)=3[4](3[4]3)=3[4]7,625,597,484,987=3^{3^{3^{\cdot ^{\cdot ^{\cdot ^{3}}}}}}{\mbox{ (a power tower of height 7,625,597,484,987) }}\approx \exp _{10}^{7,625,597,484,986}(1.09902)}{\displaystyle 3[5]4=3[4](3[5]3)=3[4](3[4](3[4]3))=3[4](3[4]7,625,597,484,987)=3^{3^{3^{\cdot ^{\cdot ^{\cdot ^{3}}}}}}{\mbox{ (a power tower of height 3[4]7,625,597,484,987) }}}{\displaystyle 4[5]2=4[4]4=4^{4^{4^{4}}}=4^{4^{256}}\approx \exp _{10}^{3}(2.19)} (egy több mint {\displaystyle 10^{153}} számjegyből álló szám)
{\displaystyle 5[5]2=5[4]5=5^{5^{5^{5^{5}}}}=5^{5^{5^{3125}}}\approx \exp _{10}^{4}(3.33928)} (egy több mint {\displaystyle 10^{10^{2184}}} számjegyből álló szám)
{\displaystyle {^{^{2}2}2}\neq \left(2\uparrow \uparrow 2\right)\uparrow \uparrow 2={^{2}4}=256}
{\displaystyle {^{^{^{2}2}2}2}\neq \left((2\uparrow \uparrow 2)\uparrow \uparrow 2\right)\uparrow \uparrow 2=(4\uparrow \uparrow 2)\uparrow \uparrow 2={^{2}256}\approx 3.2317006\times 10^{616}} (egy több mint {\displaystyle 617} számjegyből álló szám)
{\displaystyle {^{^{^{^{2}2}2}2}2}\neq \left(((2\uparrow \uparrow 2)\uparrow \uparrow 2)\uparrow \uparrow 2\right)\uparrow \uparrow 2=((4\uparrow \uparrow 2)\uparrow \uparrow 2)\uparrow \uparrow 2=(256\uparrow \uparrow 2)\uparrow \uparrow 2={^{2}(3.2317006\times 10^{616})}\approx \exp _{10}^{3}(2.79)} (egy több mint {\displaystyle 10^{619}} számjegyből álló szám)
{\displaystyle {^{^{3}3}3}\neq \left(3\uparrow \uparrow 3\right)\uparrow \uparrow 3={^{3}7,625,597,484,987}\approx \exp _{10}^{4}(1.14589)} (egy több mint {\displaystyle 10^{98235035280651}} számjegyből álló szám)
{\displaystyle {^{^{^{3}3}3}3}\neq \left((3\uparrow \uparrow 3)\uparrow \uparrow 3\right)\uparrow \uparrow 3=(7,625,597,484,987\uparrow \uparrow 3)\uparrow \uparrow 3={^{3}(10^{6.33145\times 10^{98,235,035,280,651}})}\approx \exp _{10}^{6}(1.14589)} (egy több mint {\displaystyle 10^{10^{10^{98235035280651}}}} számjegyből álló szám)